# Hans Giesecke
Hans Giesecke (* 15. Februar 1932 in Helmstedt; † 29. Dezember 2013 in Bremen) war ein deutscher Tischtennisfunktionär. Er war Präsident des Deutschen Tischtennis-Bundes (DTTB) und Träger des Bundesverdienstkreuzes am Bande.

## Nationale Aktivitäten
Als Aktiver spielte Hans Giesecke von 1947 bis in die 1960er Jahre beim Verein TuS Thedinghausen. Früh widmete er sich Funktionärsaufgaben. Im Juli 1965 übernahm er den Vorsitz des DTTB-Schiedsrichterausschusses. Von 1979 bis 1996 war er Präsident des Tischtennis-Verbandes Niedersachsen. 1981 wurde er Vizepräsident des DTTB, 1996 übernahm er zunächst kommissarisch die Nachfolge des überraschend zurückgetretenen Präsidenten Walter Gründahl, im März 2000 wurde er von der Bundesjahresversammlung einstimmig in diesem Amt bestätigt. Drei Jahre später kandidierte Giesecke nicht mehr.

## Internationale Aufgaben
Auch im Weltverband ITTF übernahm Hans Giesecke verschiedene Aufgaben. So war er von 1969 bis 1985 Mitglied und Sekretär des ITTF-Regelkomitees. In dieser Funktion veranstaltete er Schulungen in Asien und Afrika, wo er als Regelpapst die Teilnehmer in die internationalen Regeln einführte. 1985 wählte ihn die ITTF-Generalversammlung zum Schatzmeister und damit in das aus drei Personen bestehende Präsidium. 1999 löste ihn der Franzose Pierre Albertini in dieser Position ab.
Bei mehreren Europa- und Weltmeisterschaften fungierte Giesecke als Oberschiedsrichter. Auch dem Nationalen Olympischen Komitee gehörte er an.

## Auszeichnungen
1966 wurde Hans Giesecke mit der Goldenen Ehrennadel des Tischtennis-Verbandes Niedersachsen ausgezeichnet, zehn Jahre später erhielt er die Goldene Ehrennadel des DTTB. 1996 wurde er Ehrenpräsident dieses Verbandes. Am 9. Oktober 1998 verlieh ihm der Bundespräsident das Bundesverdienstkreuz am Bande, im folgenden Jahr wurde er Ehrenmitglied im Weltverband ITTF. Nach dem Ende seiner DTTB-Präsidentschaft rief der DTTB im Jahr 2000 eigens für Giesecke die Position Ehrenmitglied des Präsidiums ins Leben; Giesecke wurde erster Inhaber dieser Position und durfte fortan an Präsidiumssitzungen teilnehmen. 2014 wurde er posthum in die Ehrengalerie des niedersächsischen Sports des Niedersächsischen Instituts für Sportgeschichte aufgenommen.

## Privat
Hans Giesecke war von Beruf Lehrer und Leiter einer Polizeischule. Er lebte in Bremen, war verheiratet und Vater zweier Kinder.